# Steatomys parvus
Steatomys parvus är en däggdjursart som beskrevs av Samuel N. Rhoads 1896. Steatomys parvus ingår i släktet fettmöss och familjen Nesomyidae. IUCN kategoriserar arten globalt som livskraftig. Inga underarter finns listade i Catalogue of Life.
Arten förekommer med tre från varandra skilda populationer i Afrika. En i Kenya, Uganda och Tanzania, den andra i sydvästra Angola och den tredje i Zambia, norra Botswana och östra Namibia. Gnagaren lever i låglandet och i bergstrakter upp till 1000 meter över havet. Habitatet utgörs av torra savanner och andra gräsmarker samt jordbruksmark.
Steatomys parvus når en kroppslängd (huvud och bål) av 6,4 till 8,6 cm, en svanslängd av 3,6 till 5,0 cm och en vikt av 11,1 till 15 g. Den har 1,4 till 1,7 cm långa bakfötter och 1,2 till 1,4 cm stora öron. På ovansidan förekommer rödgrå päls och undersidan är täckt av ljusgrå till vit päls. Några exemplar från Namibia och Botswana hade en fläck bredvid varje öra med avvikande färg. Djurets svans är vit.
Liksom andra släktmedlemmar är arten nattaktiv och den går främst på marken. Individer hittades ensam och i par. Födan utgörs av gräsfrön och andra växtdelar. Hos honor förekommer fyra spenar på bröstet och fyra spenar vid ljumsken. En dräktig hona dokumenterades i november (sommar på södra jordklotet).